# Euploea arasa
Euploea arasa är en fjärilsart som beskrevs av Hans Fruhstorfer 1910. Euploea arasa ingår i släktet Euploea och familjen praktfjärilar. Inga underarter finns listade i Catalogue of Life.